# Nautilocalyx colonensis
Nautilocalyx colonensis är en tvåhjärtbladig växtart som beskrevs av Wiehler. Nautilocalyx colonensis ingår i släktet Nautilocalyx och familjen Gesneriaceae. Inga underarter finns listade i Catalogue of Life.